# Dominez Burnett
Dominez Burnett (Flint, Míchigan, 28 de octubre de 1992) es un baloncestista estadounidense que actualmente forma parte de la plantilla del JA Vichy-Clermont de la Pro B francesa. Con 1,96 metros de estatura, juega en la posición de escolta. 

## Trayectoria deportiva

### Universidad
Jugó durante cuatro temporadas con los Panthers de la Universidad de Davenport de la NAIA, en las que promedió 20,4 puntos, 6,3 rebotes, 2,6 asistencias y 1,7 robos de balón por partido. En 2015 fue elegido Jugador del Año de la NABC entre los componentes de la División II de la NAIA, galardón que repetiría al año siguiente. Esa última temporada fue galardonado además con el Premio Bevo Francis al mejor jugador de una universidad pequeña en los Estados Unidos.

### Profesional
Tras no ser elegido en el Draft de la NBA de 2016, fichó por el equipo checo del BK Pardubice, donde en su primera temporada fue el máximo anotador de su equipo, promediando 17,1 puntos y 4,5 rebotes por partido. Fue además el quinto mejor anotador en la Copa Europea de la FIBA. Esas cifras le valieron la renovación por una temporada más, en la que promedió 22,3 puntos y 5,2 rebotes, siendo líder de anotación de la liga checa, hasta que en enero de 2018 fichó por el BK Ventspils lituano, con los que acabaría ganando la liga, colaborando con 8,3 puntos y 3,1 rebotes por encuentro.
En julio de 2018 cambió de liga y de país, al firmar con el Universo Treviso Basket de la Serie A2, el segundo nivel del baloncesto italiano.
El 4 de enero de 2021, firma por el KK MZT Skopje de la liga de Macedonia del Norte.